# Zerav západní
Zerav západní (Thuja occidentalis) je stálezelený jehličnatý strom čeledi cypřišovitých. Pochází ze Severní Ameriky a v Evropě je pěstován od 16. století. Dnes je oblíbený zejména k vytváření živých plotů. Je známý pod lidovými názvy túje či peručí.

## Popis
Zerav západní dorůstá výšky až 15–20 m. Úzká, ale hustá koruna připomíná tvar kužele. Terminální výhon je vztyčený. Borka je šedohnědá, loupe se v podélných pruzích.

### Větve, jehličí
Větve zeravu rostou rozložené vodorovně. Ploché šupinaté jehlice jsou z vrchu tmavě zelené, ze spodní strany žlutozelené. V zimě se mohou zbarvovat do rezavé barvy. Postavení jehlic je vstřícné křižmostojné, jehlice jsou oblé bez zřetelné špičky a nemají bílou kresbu. U prvních jehlic se může vyskytovat kulovitá siličná žlázka, která po rozemnutí trpce voní. Další jehlice mají volnou, dovnitř vtočenou špičku.

### Šišky, semena
V dubnu až v květnu jsou na konci větévek jednopohlavné šištice, samičí se zbarvují žlutohnědě, samčí červeně. Šištice dozrávají v srpnu až v září, při dozrávání šupiny šištic dřevnatí a rozevírají se. Na hřbetu šupiny je malý osten. Zralé šišky zůstávají na zeravu až do zimy následujícího roku, neopadávají hned po dozrání. Podlouhlé šišky jsou vzpřímené, velké 8–12 mm, mají 4-5 párů plodních šupin. Okřídlené semeno zeravu je drobné, ploché, tmavě zbarvené.

## Výskyt
Přirozené rozšíření zeravu v Severní Americe – v oblasti Velkých jezer a dále severně až k Hudsonovu zálivu. Vyskytuje se také v Appalačském pohoří v USA. Roste především ve smíšených lesích spolu s jedlovcem kanadským, borovicí vejmutovkou a javory. Hojně také roste na vápencovém podkladu či zabahněných lokalitách, kde vytváří čisté porosty.
Asi od poloviny 16. století, kdy byl zerav zaveden do Evropy, se hojně pěstuje v parcích, zahradách a hřbitovech.

## Ekologie
Pro svoji nenáročnost na vnější podmínky je zerav velice oblíbeným stromem ve střední a západní Evropě. Je mrazuvzdorný, dobře snáší jak nedostatek světla, tak vedro a sucho. Dobře se vypořádá také se sestřihem, proto je velmi populární dřevinou živých plotů.
Nejběžnějším parazitem je drobný motýl molovka tújová. Její napadení se projeví zahnědnutím konců letorostů.

## Rozmnožování
Přirozeně se zerav rozmnožuje generativně, stejně jako ostatní nahosemenné rostliny. Umělé vysazení zeravu je uskutečněno výsevem, řízkováním nebo roubováním.

### Výsev
Sbírají se dozrávající šišky na přelomu srpna a září, které se dosušují. Semena, která z šišek po dosušení vypadají, se skladují přes zimu a na jaře (duben-květen) se zasévají. Je doporučeno poslední měsíc před výsevem semena stratifikovat, tj. uskladnit při nižší teplotě a tím podpořit následné klíčení. Po výsevu se zemina pokryje tenkou vrstvou písku. Klíční rostlinky jsou dvouděložné, po 5 dnech jsou patrny první dvojice jehlic, po 25 dnech čtyřčlenné přesleny.

### Řízkování
Řízky většiny kultivarů velice dobře zakořeňují, proto je řízkování vůbec nejoblíbenější metodou rozmnožování. Řízky se odebírají od června do prosince a je doporučeno je ošetřit stimulátorem růstu.

### Roubování
Roubování není příliš obvyklé, protože většina kultivarů se velice dobře rozmnožuje řízkováním. Roubování je však také možné, provádí se přelomu zimy a jara.

## Jedovatost
Všechny části rostliny jsou jedovaté. Jed thujon dráždí pokožku, dostane-li se na kůži alergikovi, po vnitřním užití vyvolává zvracení, krvavé průjmy, poškození ledvin a u těhotných žen může dojít k potratu.

## Využití
Díky husté koruně a dobré snášenlivosti na řez a tvarování je zerav využíván především do živých plotů, a to zejména kultivar Thuja occidentalis brabant. Do dnešní doby bylo vypěstováno přes 140 kultivarů, z nichž některé jsou odlišné barevně, jiné vzrůstem či typem koruny. Využívají se také v upravených zahradách francouzského typu.
Zerav je také vhodný k zalesňování bažinatých půd, neboť se ve svém přirozeném prostředí Severní Ameriky často vyskytuje na bažinaté půdě.
Uplatnění má zerav i v oblasti léčitelství – jeho mladé větvičky se sbírají od dubna do června. Z nich se vyrábí tinktura, která se používá zevně na různé výrůstky na kůži, např. bradavice. Silně ředěná tinktura se doporučuje na bolesti zad.